# Hans von Keler
Hans von Keler (12. listopadu 1925 Bílsko – 22. září 2016) byl německý evangelický duchovní a teolog; emeritní zemský biskup Württemberska.
Zemským biskupem Württemberska byl zvolen roku 1979; úřad zastával až do odchodu do důchodu v roce 1987. Významně se věnoval problematice uprchlíků a migrantů.
| „                | Modlitba nenahrazuje žádný skutek, ale je skutkem, který nemůže být ničím nahrazen. | “ |
| — Hans von Keler |                                                                                     |   |